# Unmasked
Unmasked е осми студиен албум на американската рок група Kiss. Издаден е на 20 май 1980 г. от Casablanca Records.

## Обща информация
Това е последен албум на Kiss в оригинален състав Стенли, Симънс, Крис и Фрели, до тяхното събиране отново през 1996 г. Албумът включва значителни текстови приноси от Вини Понсия, който преди това работи с Ринго Стар от Бийтълс. Това е първият път, когато Kiss използва до голяма степен принос на външни автори, тъй като всички, освен двете песни на Фрели, „Talk to Me“ и „Two Sides of the Coin“, са написани от някого извън групата.
Групата заснема промоционален видеоклип за „Shandi“ с Крис. За последен път той се появява с Kiss, до „Kiss Convention“ на 17 юни 1995 г. В оторизираната биография на групата той разкрива, че е последният, който е останал в съблекалнята на бандата след заснемането и е плачел.
„Unmasked“ бележи голяма промяна в звученето на групата. Достига 35-о място в Billboard 200, и е серифициран като златен от RIAA на 30 юли 1980 г.
Една година след последното си турне, което е донякъде неуспешно, Крис е уволнен от групата, поради нерешителното си поведение. „Unmasked“ е първият албум, който не успява да достигне платинен статут от „Destroyer“ (1976) насам. Kiss свири само един концерт в САЩ, в „Паладиум“ с Ерик Кар. Групата решава да се откъсне от САЩ, защото албумът е по-успешен в други страни, а Kiss свири в Австралия, Англия, Нова Зеландия, Швеция, Нидерландия, Норвегия, Дания, Германия, Франция и Италия.

## Състав
- Пол Стенли – вокали, ритъм китара, соло китара в „Is That You?“, „Shandi“, „Tomorrow“ и „You're All That I Want“, бас в „Tomorrow“ и „Easy As It Seems“
- Ейс Фрели – китара, акустична китара, вокали, всички китари и бас на „Talk to Me“, „Two Sides of the Coin“ и „Torpedo Girl“ и китарно соло на „Naked City“
- Джийн Симънс – вокали, бас, ритъм китара в „You're All That I Want“
- Питър Крис – барабани (само кредитиран)

### Допълнителен персонал
- Антон Фиг – барабани
- Вини Понсия – беквокали, клавири
- Том Харпър – бас в „Shandi“
- Холи Найт – клавири в „Shandi“
- Боб Кулик – китари в „Naked City“

## Песни
| 1.    | Is That You?                   | 3:59 |
| 2.    | Shandi                         | 3:36 |
| 3.    | Talk to Me                     | 4:00 |
| 4.    | Naked City                     | 3:49 |
| 5.    | What Makes the World Go 'Round | 4:14 |
| 6.    | Tomorrow                       | 3:18 |
| 7.    | Two Sides of the Coin          | 3:16 |
| 8.    | She's So European              | 3:30 |
| 9.    | Easy as It Seems               | 3:24 |
| 10.   | Torpedo Girl                   | 3:31 |
| 11.   | You're All That I Want         | 3:04 |
| 39:46 |                                |      |

## Позиции в класациите
Албум
| Класация (1980)      | Най-добра позиция |
| -------------------- | ----------------- |
| Австралия            | 3                 |
| Австрия              | 3                 |
| Канада               | 12                |
| Нидерландия          | 13                |
| Германия             | 4                 |
| Италия               | 11                |
| Япония               | 15                |
| Нова Зеландия        | 1                 |
| Норвегия             | 1                 |
| Испания              | 11                |
| Швеция               | 17                |
| Швейцария            | 8                 |
| Великобритания       | 48                |
| Billboard Pop Albums | 35                |

Сингли
| Година | Страна        | Сингъл       | Класация              | Позиция |
| ------ | ------------- | ------------ | --------------------- | ------- |
| 1980   | САЩ           | „Shandi“     | Billboard Pop Singles | 47      |
| 1980   | Австралия     | „Shandi“     | Pop Singles           | 10      |
| 1980   | Австрия       | „Shandi“     | Pop Singles           | 5       |
| 1980   | Австрия       | „Talk to Me“ | Pop Singles           | 39      |
| 1980   | Канада        | „Shandi“     | RPM 100 Singles       | 69      |
| 1980   | Германия      | „Shandi“     | Pop Singles           | 28      |
| 1980   | Германия      | „Talk to Me“ | Pop Singles           | 32      |
| 1980   | Германия      | „Tomorrow“   | Pop Singles           | 70      |
| 1980   | Нидерландия   | „Shandi“     | Pop Singles           | 24      |
| 1980   | Нидерландия   | „Talk to Me“ | Pop Singles           | 39      |
| 1980   | Норвегия      | „Shandi“     | Pop Singles           | 4       |
| 1980   | Нова Зеландия | „Shandi“     | Pop Singles           | 6       |
| 1980   | Швейцария     | „Talk to Me“ | Pop Singles           | 10      |